# Robert Beverley
Robert Beverley, Jr. (Condado de Middlesex, Virgínia, 1673 - Condado de King and Queen, Virgínia, 21 de abril de 1722) foi um historiador norte-americano da época colonial britânica.

## Biografia
Era filho do major  Robert Beverley (1641-1686) e Mary Keeble. Seu pai emigrou de Yorkshire, Inglaterra, para a Virgínia colonial , Estados Unidos, em torno de 1663, onde tornou-se um plantador de tabaco, advogado e oficial de milícia.
Beverley filho foi educado na Inglaterra. Quando herdou as plantações de seu pai tornou-se um importante agricultor e, além disso, um oficial do governo colonial. Como  notário público (escrivão) da Secretaria de Estado do governo estudou as leis e a política da Virgínia.
Em 1697 casou-se com Ursula Byrd, filha de William Byrd I, com a qual teve um único filho, William.
Beverley foi emissário do Condado de King and Queen na assembleia legislativa de Virgínia ( "House of Burgesses"). Em 1669, em 1700-1702, e 1705-1706 foi representante de Jamestown na mesma Casa
Em 1715 se aposentou como plantador, porém continuou adquirindo terras. Daí em diante levou a vida estudando a natureza e consagrando-se à leitura.
Quando em Londres, leu o manuscrito "History of British North America" do inglês John Oldmixon, onde encontrou muitos erros. Como consequência, resolveu escrever "History and Present State of Virginia", que foi publicado originalmente em Londres, em 1705. Este trabalho  é considerado por muitos como sendo a história mais importante e exata da vida do início da colônia de Virgínia. Nesta obra extraiu partes da  "General History of Virginia"  de John Smith (1580-1631) e correspondências de John Banister (1650-1692), porém, incorporou valiosas observações próprias. Muitos consideram que esta obra serviu para atrair imigrantes para a Virginia.
No final da  vida revisou  sua obra  eliminando comentários controversos, porém, sacrificando o conteúdo. Após a sua morte a reedição foi publicada, em 1722, no mesmo ano em que foi publicado  sua compilação das leis locais sob o título "Abridgment das leis públicas de Virgínia…".